# Lambert Kelchtermans
Lambert Kelchtermans (* 10. September 1929 in Peer, Flandern, Belgien; † 26. Mai 2021 in Pelt) war ein Politiker der Christelijke Volkspartij (CVP), langjähriger Bürgermeister und Mitglied beider Kammern des Föderalen Parlaments sowie kurzzeitig Präsident des Senats.

## Biografie
Nach dem Schulbesuch studierte er an der Sozialhochschule (Sociale Hogeschool) in Heverlee und war anschließend als Sozialassistent tätig. Unmittelbar danach war er von 1952 bis 1956 Sekretär für Nord-Limburg bei der Christlichen Gewerkschaft Algemeen Christelijk Vakverbond (ACV). Danach war er bis 1961 Zentralsekretär des ACV für Chemie und Energie für die Provinz Limburg.
1961 begann er seine politische Laufbahn mit der Wahl zum Mitglied der Abgeordnetenkammer. Dort vertrat er die Interessen der CVP bis 1985. 1979 bis 1982 war er zunächst Stellvertretender Vorsitzender und dann bis 1985 Vorsitzender des Ausschusses für Arbeit und Soziale Angelegenheiten (Kamercommissie Arbeid en Sociale Zaken).
Daneben engagierte er sich viele Jahre in der Kommunalpolitik als Mitglied des Gemeindevorstandes seines Wohnorts Neerpelt. Zunächst war er dort 1965 bis 1969 Beigeordneter (Schepen), dann von 1969 bis 1993 Bürgermeister (Burgemeester) der Gemeinde.
1985 erfolgte seine Wahl zum Senator. Diese Funktion hat er bis 1995 inne. Zwischen dem 16. Mai und 10. Oktober 1988 ist Kelchtermans zudem Senatspräsident (Voorzitter van de Senaat). Während seiner Mitgliedschaft im Senat war er zwischen 1986 und 1995 auch Leiter der belgischen Delegation beim Nordatlantikrat und war dort auch Mitglied im Ausschuss für Verteidigung und Sicherheit. Ferner war er von 1976 bis 1988 Mitglied des Interparlamentarischen Rates von Benelux und zwischen 1989 und 1995 Vorsitzender des dortigen Ausschusses für Soziale Sicherheit.